# Tiempos de azúcar
Tiempos de azúcar es una película española dirigida por Juan Luis Iborra.

## Sinopsis
Miguel es un chico que desde los siete años trabajó diariamente en la pastelería para ayudar a su madre, puesto que era un negocio familiar y esta era viuda. Convirtió su trabajo en algo más, sentía pasión por su trabajo. Pero no solo por su trabajo, también por Ángela, una niña a la que vio nacer cuando él era muy pequeño y a la que siempre quiso...
Está rodada en la provincia de Alicante.La historia trata sobre Miguel y Ángela, una historia de amor y pasión acabada en un trágico final. Película triste, basada en hechos reales.
- Datos: Q6146561